# Ermita de Santa Eulalia (Tudela)
La ermita de Santa Eulalia de Tudela (Navarra) fue una ermita que se situaba en un montículo del camino de Cascante, en las proximidades de Urzante.

## Historia y cronología de construcción
Se desconoce  el momento de construcción y la historia de la ermita. Se cita por primera vez en 1195 junto con la Ermita de Santo Domingo. Puede que fuera morada de templarios y del priorato de San Juan, según se desprende de un escrito de 1153.